# Careproctus knipowitschi
Careproctus knipowitschi és una espècie de peix pertanyent a la família dels lipàrids.

## Descripció
- Fa 18,5 cm de llargària màxima.
- Nombre de vèrtebres: 63.[4]

## Hàbitat
És un peix marí i bentopelàgic que viu entre 293 i 298 m de fondària.

## Distribució geogràfica
Es troba al mar de Barentsz.

## Observacions
És inofensiu per als humans.